# نور هادي
نور هادي (بالإندونيسية: Noor Hadi)‏ (24 نوفمبر 1984 في إندونيسيا - ) هو لاعب كرة قدم إندونيسي في مركز الهجوم. لعب مع Persijap Jepara ‏ وباريتو بوترا ‏.

## وصلات خارجية
- نور هادي على موقع قاعدة بيانات كرة القدم.إي يو (الإنجليزية)